# Philautus nepenthophilus
Philautus nepenthophilus — вид жаб родини веслоногих (Rhacophoridae). Описаний у 2021 році.

## Назва
Видова назва nepenthophilus перекладається як «то, що любить непентуси», оскільки жабу виявлено у глечиках Nepenthes mollis.

## Поширення
Ендемік Калімантану. Виявлений приблизно за 3,7 км на північний схід від вершини гори Муруд у межах національного парку Пулонг Тау у штаті Саравак (Малайзія).